# Chevaliers de Longueuil
Die Chevaliers de Longueuil waren eine kanadische Eishockeymannschaft aus Longueuil, Québec. Das Team spielte von 1982 bis 1987 in einer der drei höchsten kanadischen Junioren-Eishockeyligen, der Québec Major Junior Hockey League (QMJHL).

## Geschichte
Die Chevaliers de Longueuil wurden 1982 als Franchise der Québec Major Junior Hockey League gegründet. Die Chevaliers beendete ihre Premierenspielzeit mit einer Bilanz von 37 Siegen, 29 Niederlagen und vier Unentschieden, womit sie das erfolgreichste Expansion Team der Canadian Hockey League aller Zeiten waren. In den folgenden Playoffs scheiterte die Mannschaft erst in den Finalspielen in der Best-of-Seven-Serie mit 1:4 Siegen an den Junior de Verdun. 
Im folgenden Jahr verlor Longueil im Finale gegen die Voisins de Laval. Nachdem sie zwischenzeitlich zwei Mal als Division-Fünfter die Playoffs verpasst hatten, absolvierten die Chevaliers in der Saison 1986/87 ihre beste Spielzeit, indem sie zunächst die Lebel-Division gewannen sowie anschließend den Coupe du Président gewannen. Als Meister der QMJHL qualifizierte sich das Team für das Finalturnier um die Meisterschaft der Canadian Hockey League, den Memorial Cup, in dessen Halbfinale sie mit zwei Niederlagen an den Medicine Hat Tigers aus der Western Hockey League scheiterten. Trotz dieses Erfolges wurde das Franchise anschließend nach Victoriaville, Québec, umgesiedelt, wo es seither unter dem Namen Tigres de Victoriaville am Spielbetrieb der QMJHL teilnimmt.

## Saisonstatistik
Abkürzungen: GP = Spiele, W = Siege, L = Niederlagen, T = Unentschieden, OTL = Niederlagen nach Overtime SOL = Niederlagen nach Shootout, Pts = Punkte, GF = Erzielte Tore, GA = Gegentore, PIM = Strafminuten
| Saison  | GP | W  | L  | T | OTL | SOL | Pts | GF  | GA  | Platz     | Playoffs             |
| 1982–83 | 70 | 37 | 29 | 4 | —   | —   | 78  | 349 | 333 | 3., Lebel | Niederlage im Finale |
| 1983–84 | 70 | 37 | 33 | 0 | —   | —   | 74  | 371 | 358 | 3., Lebel | Niederlage im Finale |
| 1984–85 | 68 | 21 | 45 | 2 | —   | —   | 52  | 294 | 361 | 5., Lebel | nicht qualifiziert   |
| 1985–86 | 72 | 18 | 51 | 3 | —   | —   | 39  | 302 | 419 | 5., Lebel | nicht qualifiziert   |
| 1986–87 | 70 | 46 | 20 | 4 | —   | —   | 96  | 369 | 259 | 1., Lebel | Coupe du Président   |

## Ehemalige Spieler
Folgende Spieler, die für die Chevaliers de Longueuil aktiv waren, spielten im Laufe ihrer Karriere in der National Hockey League: 
| - Marc Bureau - Jean-Jacques Daigneault - Martin Desjardins | - Donald Dufresne - Daniel Gauthier - Luc Gauthier | - André Racicot - Yves Racine | - Daniel Shank - Ronnie Stern |

## Team-Rekorde

### Karriererekorde
Spiele: 199  Guy Rouleau
Tore: 161  Guy Rouleau
Assists: 191  Guy Rouleau
Punkte: 352  Guy Rouleau
Strafminuten: 759  Ronnie Stern